# Acabou Chorare (canção)
"Acabou Chorare" é a faixa-título do álbum homônimo de 1972 dos Novos Baianos. A canção, que deu origem ao título do disco, foi escrita por Luiz Galvão e musicada por Moraes Moreira. Luiz estava estranhando a quantidade de abelhas que haviam entrado pelo apartamento e pousavam em sua mão. Segundo ele próprio conta,
"Telefonei para João Gilberto contando que estava fazendo uma letra sobre essa relação com a abelhinha. João me disse: 'Fenomenal! Eu estava falando com o poeta Capinan, e ele lembrava que a abelha beija a flor e faz o mel, e eu gostei e completei: E ainda faz zun-zun.' Perguntei a João: 'Posso usar isso?' E ele aprovou dizendo: 'Deve'. Não parou por aí, João contou-me que Bebel, sua filha, quando eles moraram no México, levara uma pancada [...] e ele, preocupado, acudiu com a aflição de pai nessas horas, mas Bebel reagira corajosamente e, na sua inocência de criança, falava uma língua em formação, acalmando-o: Não, acabou chorare."
"Acabou Chorare", que é cantada por Moreira e ten apenas um acompanhamento de seu violão e, depois, da craviola de Pepeu Gomes, é explicitamente influenciada por João Gilberto, quase uma imitação de sua estética e voz, e tem um grande traço de bossa nova. A canção terminou norteando toda a proposta do disco homônimo, de trazer à tona um país alegre e jocoso, em contraste com aqueles anos tristes que assolavam o Brasil.

## Ficha técnica
Ficha dada por Maria Luiza Kfouri:
- Moraes Moreira: voz, violão
- Pepeu Gomes: craviola

## Regravações
- Arnaldo Antunes